# گرگ لینکلن
گرگ لینکلن (انگلیسی: Greg Lincoln؛ زادهٔ ۲۳ مارس ۱۹۸۰) بازیکن فوتبال اهل بریتانیا است.
از باشگاه‌هایی که در آن بازی کرده‌است می‌توان به باشگاه فوتبال تورکی یونایتد، باشگاه فوتبال استیونج، باشگاه فوتبال آرسنال، باشگاه فوتبال نورث‌همپتون تاون، باشگاه فوتبال اولی، باشگاه فوتبال تاروک، باشگاه فوتبال چلمزفورد سیتی، و باشگاه فوتبال ردبریج اشاره کرد.